# B.OOO.M
B.OOO.M – trzeci album studyjny polskiej grupy muzycznej Makle Kfuckle.

## Lista utworów
1. Intro
2. Ferfluchte
3. Rapstein
4. Milosevits
5. Na 7-Em
6. Fuck It
7. Nieobecny
8. Podrigy
9. A Kiedy Braknie Mnie
10. Boooooooooom
11. I Wanna Be a Star
12. Novy
13. Bloodhang Gang
14. Troleybus
15. Outro

## Twórcy
- Filip „Filo” Pasieka – wokal
- Darek Bafeltowski – gitara
- Marcin Dawidowski – gitara
- Tomek Raszewski – perkusja
- Rafał Ociepa – gitara basowa

### Gościnnie
- DJ Haem
- Oley – wokal
- Ziut Gralak – wokal
- Janusz Yanina Iwański – wokal
- Pietia – rap
- Zabójczy Sławek – rap
- Wojtek Kasztelan – wokal
- Adam Gabor – wokal